# Latitiara orientalis
Latitiara orientalis is een hydroïdpoliep uit de familie Protiaridae. De poliep komt uit het geslacht Latitiara. Latitiara orientalis werd in 1990 voor het eerst wetenschappelijk beschreven door Xu & Huang. 